# Alessandro Stradella
Antonio Alessandro Boncompagno Stradella (Bologna, 3 juli 1639 – Genua, 25 februari 1682) was een Italiaans componist, zanger en violist.

## Levensloop
Zijn familie, behorende tot de lagere adel, was oorspronkelijk afkomstig uit Toscane en verhuisde eerst naar Nepi en later naar Rome (1667). Een grootoom van Alessandro met naam Alessio Stradella was Curieprelaat en Bisschop van Sutri en Nepi. Zijn eerste muziekles kreeg hij van zijn vader Cavaliere Marc'Antonio Stradella en van zijn moeder Vittoria Bartoli. Al in 1655 werkt hij mee bij een oratoriumuitvoering in de kerk San Marcello del Crocifisso. Later had hij wel een langer verblijf in Bologna, omdat men van hem ook spreekt als "il Signor Bolognese". Vermoedelijk heeft hij ook gestudeerd bij de Domkapelmeester aan San Petronio, ene Signore Cazzati. Aansluitend vertrekt hij naar Rome. In Rome kreeg hij zijn eerste compositieopdrachten en behoorden de meest illustere leden van de Romeinse aristocratie tot zijn opdrachtgevers, zoals Lorenzo Onofrio Colonna.
In 1667 trad hij in dienst bij koningin Christina I van Zweden. Tot zijn plichten als servitore de camera behoorden ook het componeren van geestelijke vocale muziek (oratoria, cantates - "Chare Jesu Suavissime" tot het feest van de Heilige Filippo Neri - en passies). In de tijd tot 1677 ontstaan ook de grote oratoria San Giovanni Battista, San Pelagia en het (verloren) Vastenoratorium voor San Marcello. Opdrachtwerken van de aristocratie zoals de cantate La Circe in mei 1667 bij de benoeming tot kardinaal van Leopoldo di Medici, plaatsten Stradella al spoedig in het centrum van het Romeinse muziekleven. Al gauw breidde hij zijn terrein uit naar het theater, waarvoor hij opera's, serenades en andere werken componeerde. Hij maakte naam als componist en na Rome, werden zijn werken in de meeste belangrijke steden van Italië opgevoerd.
Maar zijn roem werd overschaduwd door zijn betrokkenheid bij allerhande louche zaken. In 1669 moest hij Rome verlaten, vanwege zijn aandeel in een complot om geld van de Kerk te verduisteren. Als huwelijksmakelaar, moest hij in 1677 de stad nogmaals ijlings verlaten, nadat hij een huwelijk gearrangeerd had voor de nicht van kardinaal Cibo.
Na een kort verblijf in Florence, ging hij naar Venetië en kwam hij weer in de problemen vanwege een affaire met Agnese Van Uffelte, de maîtresse van de Venetiaanse edelman Alvise Contarini.
Achtervolgd door Contarini's huurmoordenaars vluchtte hij met Agnese naar Turijn. Hoewel zijn achtervolgers hem onderweg te pakken kregen, wist hij zwaargewond te ontkomen en werd hij onder de hoede genomen van de Franse regentes in Turijn, Maria Johanna, wat ontaardde in een diplomatieke rel tussen de Venetiaanse republiek en de zonnekoning van Frankrijk, Lodewijk XIV.
Hersteld van zijn verwondingen besloot hij naar Genua te gaan (1678), waar enkele edellieden hem een goed salaris boden, onder voorwaarde zich blijvend te vestigen in Genua en exclusief voor hen muziek te componeren. In Genua schrijft hij onder de patronage van rijke adellijken zijn laatste groot werken (instrumentale muziek, het oratorium Susanna).
In 1682 raakte hij weer betrokken in een schandaal, ditmaal met een vrouw afkomstig uit de Genese adel, wat hij met de dood moest bekopen; hij werd op 25 februari 1682 op de Piazza Bianchi neergestoken door een huurmoordenaar.

## Werk
In zijn ambivalente natuur personifieerde Stradella het type van de rusteloze vroegbarokke "genio" (Caravaggio!). Zijn muzikale betekenis ligt vooral in de dramatische en harmonische verbreding van het oratorium. Zijn nieuwe, gedeeltelijk sterk dissonante harmonieën, zijn melodische verwerking van de wereld van gevoelens en niet als laatste zijn definitieve verbreding van het Oratorio volgare tot een geestelijke opera legden de basis voor zijn buitengewone populariteit tot wijd in de 19e eeuw (San Giovanni Battista, de toegeschreven aria Pietà, o Signore).
In zijn "oratorium volgare" Johannes de Doper op een Italiaanse tekst deelt hij een achtstemmig strijkersensemble op in een concertino en een concerto grosso en wijst daarmee al naar de Concerti grosso van Arcangelo Corelli vooruit, die als violist bij de première van Stradella's oratorium meegespeeld heeft. Of Stradella daarom inderdaad ook als "uitvinder" van het Concerto grosso kan aangezien worden, blijft omstreden.
De Romantiek van de 19e en 20e eeuw verwerkte het leven van Stradella in romans en als ideaal libretto voor een opera Louis Abraham de Niedermeyer en Friedrich Adolf Ferdinand Freiherr von Flotow. Een objectief inschatten van werk en persoonlijkheid van Stradella werd daardoor tot heden bemoeilijkt. In ieder geval is hij een van de hoofdvertegenwoordigers van de muziek uit de Romeinse vroege barok geweest.

## Composities

### Werken voor orkest
- Concerto grosso in D-groot
- Prologo e Intermezzi di „Scipione affricano“, voor orkest (opgedragen aan Koningin Christina van Zweden)
- Sinfonia avanti il Barcheggio in D-groot, voor trompet, strijkers en basso continuo
  1. Spiritoso, e staccato
  2. (Aria)
  3. (Canzone)
  4. (Aria)
- Sinfonia in a-klein
- Sinfonia avanti il Damone in g-klein
- Sinfonia Nr. 17, voor 2 violen en basso continuo
- Sinfonia Nr. 22, voor Chitarrone, viool, bas viola da gamba en klavecimbel
- Sonata a quattro in D-groot
- Sonata in D-groot, voor trompet en strijkorkest
  1. Allegro
  2. Aria
  3. Canzona
  4. Aria
- Sonata di Viole, voor 2 violen, luit, strijkers en basso continuo
- Symphonia in F-groot

### Missen, oratoria, cantates en gewijde muziek

#### Missen
- Missa: "Ad te clamamus", voor 16 stemmen en basso continuo

#### Oratoria
- 1675 San Giovanni Battista, oratorium voor twee sopranen, alt, tenor en bas en orkest
- 1681 San Pelagia, oratorium
- 1681-1682 La Susanna, oratorium voor vijf stemmen, 2 violen en basso continuo - libretto: Giovanni Battista Giardini
- Ester, liberatrice del populo ebreo, oratorium
- San Crisostomo, oratorium
- San Editta, vergine e monaca, regina d'Inghilterra, oratorium
- Vastenoratorium voor San Marcello, oratorium

#### Cantates
- 1665 Cantata: "Amanti, olà, olà!", cantate voor zeven stemmen en orkest - (opdracht van Prinses Marina Mancini Colonna)
- 1667 La Circe, cantate ter gelegenheid van de benoeming van Leopoldo de Medici tot kardinaal in Frascati
- Cantata per la Notte del Santissimo Natale - "S'apra al riso ogni labro", kerstcantate
- Cantata per il Santissimo Natale: “Ah! troppo è ver che sempre”, kerstcantate
- Cantata "Aure, voi che spirate", cantate
- Cantata "Per L'anime Del Purgatorio", cantate
- Cantata "Si salvi chi può", cantate voor sopraan en basso continuo
- Cantate a voci miste, cantate (samen met: Agostino Steffani)
- Crocifissione e Morte di Nostro Signore Gesù Christo, cantate voor alt solo en orkest
- Crudo mar, cantate
- Chare Jesu Suavissime - tot het feest van de Heilige Filippo Neri, cantate voor sopraan, alt en orkest
- Da cuspide ferrate, cantate
- Disperata rimembranza, cantate
- Esule dalle sfere, cantate
- Forsennato pensier, che far poss'io, cantate
- Fulmini quanto sa quel sembiante lusinghiero
- Furie del nero Tartaro, cantate
- Già languiva la notte, cantate
- L'avete fatta a me!, cantate
- Lamentatione per il Mercoledi Santo, cantate voor alt en orkest
- Noiosi pensieri, cantate
- O mio cor, quanto t'inganni, cantate
- Il più misero amante, cantate
- Presso un rivo ch'avea, cantate
- Quando stanco dal corso in grembo a Teti, cantate
- Se Nerone lo vuole, cantate

#### Motettes
- Ave regina caelorum, motet voor twee stemmen en basso continuo
- Benedictus Dominus Deus, motet voor sopraan, alt en basso continuo
- Convocamini, congregemini, motet voor zes stemmen, 2 violen en basso continuo
- Dixit angelis suis, motet voor zang en basso continuo
- Et egressus est a filia Sion, motet voor zang en basso continuo
- Exultate in Deo fideles, motet voor zang en basso continuo
- In tribulationibus, motet voor vijf stemmen, 2 violen en basso continuo
- Laudate Dominum, motet voor zes stemmen en basso continuo
- Locutus est Dominus, motet voor zang, 2 violen en basso continuo
- Lux perpetua, motet voor zes stemmen en basso continuo
- Nascere virgo, motet voor drie stemmen en basso continuo
- O majestas aeterna, motet voor twee stemmen en basso continuo
- O vos omnes qui transitis per viam, motet voor alt, 2 violen en basso continuo
- Pereat humanitas, motet voor vijf stemmen, twee violen en basso continuo
- Plaudite vocibus, motet voor zang en basso continuo
- Pugna certamen, motet voor 4 stemmen en instrumenten
- Sinite lacrimari - «de Immaculata Conceptionis», motet voor drie stemmen, twee violen en basso continuo
- Sistite sidera, motet voor zang, 2 violen en basso continuo
- Surge cor meum, motet voor zang en basso continuo
- Tantum Ergo, motet voor 2 stemmen en basso continuo

### Muziektheater

#### Opera's
| Voltooid in | titel                                             | aktes              | première                                             | libretto                                                                           |
| ----------- | ------------------------------------------------- | ------------------ | ---------------------------------------------------- | ---------------------------------------------------------------------------------- |
| 1665        | Amanti, olà, olà! (L'accademia d'Amore)           | 2 aktes            | 1665, Rome, Palazzo (Teatro) Colonna                 | Gian Pietro Monesio                                                                |
| 1666        | Reggetemi, non posso più                          |                    | 1666, Rome                                           |                                                                                    |
| 1668        | Il Girello (La Circe)                             |                    | 1668, Frascati                                       | Filippo Acciaiuoli en Giovanni Filippo Apolloni                                    |
| 1668        | O di Cocito oscure deità                          |                    | 1668, Rome, Palazzo (Teatro) Colonna                 |                                                                                    |
| 1668        | Soccorso, aita, ohimè                             |                    | 1668, Rome, Palazzo (Teatro) Colonna                 |                                                                                    |
| 1668        | Che nuove, o ragionevoli                          |                    | 1668, Aken                                           |                                                                                    |
| 1668        | Con meste luci                                    |                    | 1668, Rome                                           |                                                                                    |
| 1668        | È dovrò dunque in solitaria stanza                |                    |                                                      |                                                                                    |
| 1668        | Lasciai di Cipro il soglio                        |                    | 1668, Rome                                           |                                                                                    |
| 1668        | Chi me l'havesse detto                            |                    | 1668, Rome                                           |                                                                                    |
| 1671        | Amanti, che credete; 2e versie: Scipione Africano |                    | 8 januari 1671, Rome, Teatro Tordinona               | Giovanni Filippo Apolloni                                                          |
| 1671        | Chi mi conoscerà                                  |                    | 1671, Rome, Teatro Tordinona                         |                                                                                    |
| 1671        | Dormi, Titone, addio                              |                    | 1671, Rome, Teatro Tordinona                         |                                                                                    |
| 1671        | Fermate, homai                                    |                    | 1671, Rome, Teatro Tordinona                         |                                                                                    |
| 1671        | Questo è il giorno prefisso                       |                    | 1671, Rome, Teatro Tordinona                         |                                                                                    |
| 1671        | Sù, sù, si stampino                               |                    | 1671, Rome, Teatro Tordinona                         |                                                                                    |
| 1671        | La Laurinda of Il Biante                          | 3 aktes            | 5 februari 1671, Rome, Palazzo (Teatro) Colonna      | Augustin Eugène Scribe en Mélesville, pseudoniem van: Anne-Honoré-Joseph Duveyrier |
| 1672        | Aita, numi, aita                                  |                    | 1672, Rome, Teatro Tordinona                         |                                                                                    |
| 1672        | O ve', che figurace                               |                    | 12 februari 1672, Rome, Teatro Tordinona             | Filippo Acciaiuoli                                                                 |
| 1674        | Lo Schiavo liberato                               | 2 aktes            | 1674 Sabbioneta, Teatro Olimpico dello Scamozzi      | Sebastiano Baldini                                                                 |
| 1675        | Sù, miei fiati canori                             |                    | 1675, Modena                                         |                                                                                    |
| 1677        | Il Damone                                         | 2 aktes            | 1677, Rome                                           | Sebastiano Baldini                                                                 |
| 1678        | La forza dell'amor paterno                        | 3 aktes, 17 scènes | 10 november 1678, Genua, Teatro Falcone              | Nicolò Minato                                                                      |
| 1678        | Le gare dell'amor eroico                          | 3 aktes            | 1 januari 1679, Genua, Teatro Falcone                | Nicolò Minato                                                                      |
| 1678-1679   | Il Trespolo tutore                                | 3 aktes            | 30 januari of 31 januari 1679, Genua, Teatro Falcone | Giovanni Battista Picciardi en Giovanni Cosimo Villifranchi                        |
| 1679        | La ruina del mondo                                |                    | 1679, Genua                                          |                                                                                    |
| 1681        | Il Barcheggio (Water-Muziek)                      | 2 aktes            | 16 juni 1681, Genua                                  |                                                                                    |
| 1681        | Dal luminoso impero                               |                    | 1681, Modena                                         |                                                                                    |
| 1681        | Il Moro per amore; ook bekend als: Il Floridoro   | 3 aktes            | 1695, Rome, Teatro Capranica                         | Flavio Orsini "Filosinavoro"                                                       |
| 1688        | "La rosaura                                       |                    | 1688, Rome, Palazzo Doria Pamphili (Teatro Pamphili) |                                                                                    |
|             | Il Corispero                                      | 3 aktes            |                                                      |                                                                                    |
|             | Mutio Scevola                                     |                    | Minato                                               |                                                                                    |

### Vocale muziek
- Chi resiste al dio bendato, voor twee sopranen, bas en orkest
- Clori son fido amante
- Piangete, occhi dolenti
- Pietà, o Signore, aria
- Pupilette amorose
- Ragion sempre addita
- Se amor m'annoda il piède
- Se nel ben sempre incostante
- Tirsi un giorno piangea, voor vijf stemmen

### Kamermuziek
- Air d'église, voor althobo en orgel
- Sinfonia in D-groot, voor viool, cello en basso continuo
- Trio Sonatas

## Publicaties
- Alessandro Stradella: Opera omnia. Cantate Sacre. Serie I, Cantate: vol. 20. Edizioni ETS, Pisa, 2004, pp. 348, ISBN 88-467-1023-1
- Alessandro Stradella: Instrumental music, editor: Elea McCrickard, Volk-Verlag Gerig, Köln, 1980, 284 p., ISBN 3-89007-179-1